# شوهي أوغوش
شوهي أوغوش (باليابانية: 大串 昇平) (مواليد 21 سبتمبر 2002) هو لاعب كرة قدم ياباني.

## وصلات خارجية
- شوهي أوغوش على موقع رابطة كرة القدم اليابانية للمحترفين (اليابانية)
- شوهي أوغوش على موقع Soccerway.com (الإنجليزية)